# Comté de Lynn
Pour les articles homonymes, voir Lynn.
Le comté de Lynn, en anglais : Lynn County, est un comté situé au nord-ouest de l'État du Texas aux États-Unis. Fondé le 19 novembre 1876, son siège de comté est la ville de Tahoka. Selon le recensement des États-Unis de 2020, sa population est de 5 596 habitants. Le comté a une superficie de 2 314 km2, dont 2 309,9 km2 en surfaces terrestres. Il est nommé en référence à George Washington Lynn, militaire lors du siège de Fort Alamo.

## Organisation du comté
Le comté de Lynn est créé le 19 novembre 1876, à partir des terres du comté de Young. Après plusieurs réorganisations foncières, il est définitivement organisé et autonome le 7 avril 1903.
Le comté est baptisé en l'honneur de George Washington Lynn, ou Linn, un pionnier et soldat lors du siège de Fort Alamo,.

## Géographie

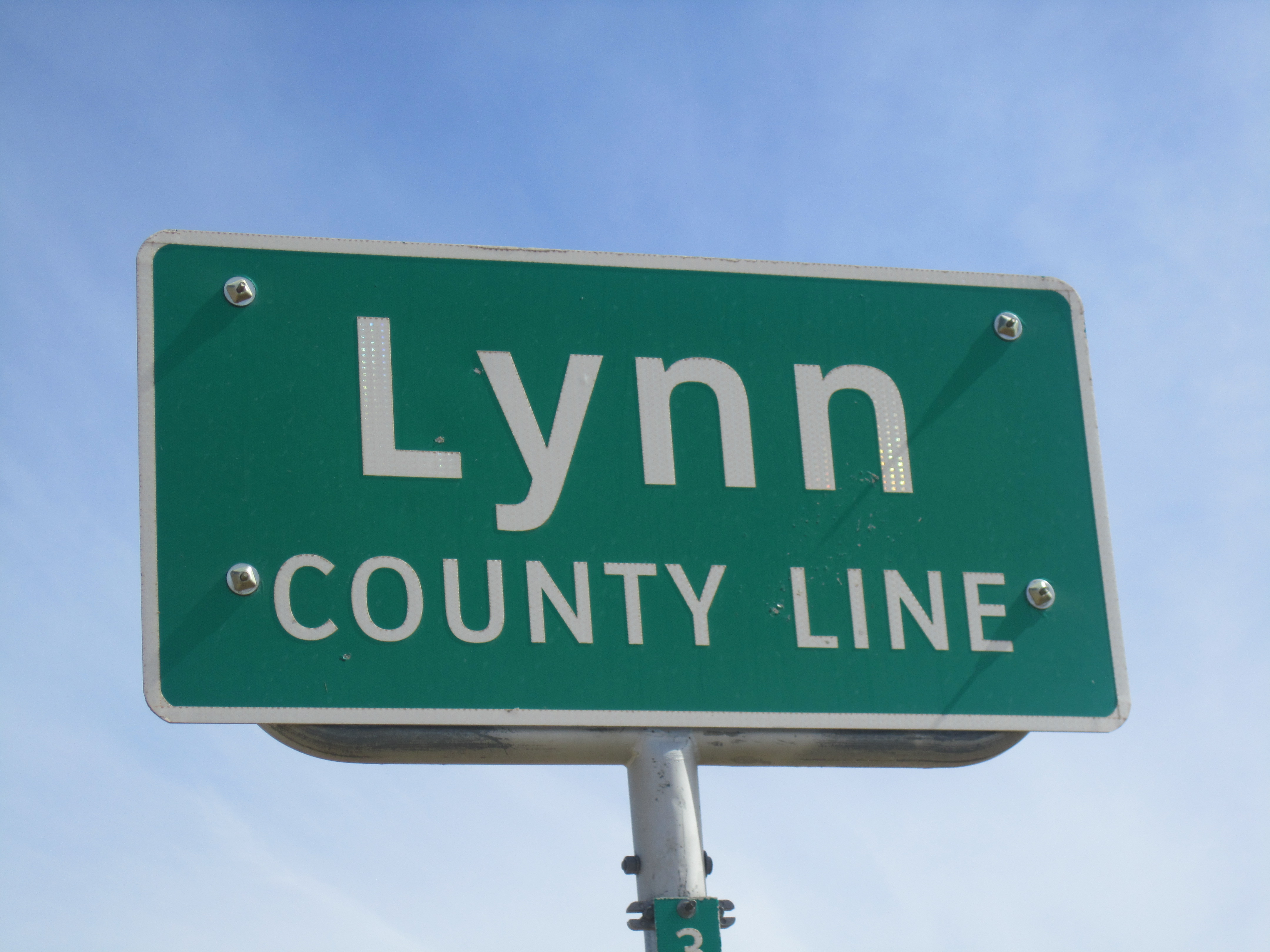
Panneau indiquant la limite du comté.

Le comté de Lynn est situé au nord-ouest de l'État du Texas, aux États-Unis,. Il est bordé à l'ouest par la rivière Attoyac Bayou (en) et au sud par le réservoir Sam Rayburn.
Il a une superficie totale de 2 314 km2, composée de 2 309,9 km2 de terres et de 4,1 km2 de zones aquatiques.

## Comtés adjacents
| Comté de Hockley | Comté de Lubbock |                 |
| Comté de Terry   | comté de Lynn    | Comté de Garza  |
|                  | Comté de Dawson  | Comté de Borden |

## Démographie
Lors du recensement de 2010, le comté comptait une population de 5 915 habitants. En 2017, la population est estimée à 5 859 habitants,.

Pyramide des âges du comté de Lynn (2000).